# Agustín Della Corte
Pour les articles homonymes, voir Della Corte.

a Compétitions nationales et continentales officielles uniquement.

b Matchs officiels uniquement.
Agustín Della Corte, né le 11 septembre 1997 à Paysandú (Uruguay), est un joueur international uruguayen de rugby à XV, acteur et mannequin.

## Biographie
Della Corte Bertoni naît le 11 septembre 1997 à Paysandú, en Uruguay, au sein d'une famille d'origine italienne. Il a commencé à jouer au rugby à XV dès son plus jeune âge au Trébol Rugby Club de sa ville natale.
En 2017, il s’inscrit à l'université de Montevideo pour y suivre une licence en gestion et administration des entreprises, ainsi qu’un cursus en comptabilité.

## Filmographie

### Cinéma

#### Longs métrages
- 2023 : Le Cercle des neiges de J.A. Bayona : Antonio « Tintín » Vizintín
- 2024 : Linda de Mariana Wainstein : Blas[6]

### Télévision

#### Séries télévisées
- 2025 : Olympo : Roque Pérez